# بورگولاوتزارو
بورگولاوتزارو (به ایتالیایی: Borgolavezzaro) یک کومونه در ایتالیا است که در استان نووارا واقع شده‌است.

## خصوصیات
بورگولاوتزارو ۲۱٫۲ کیلومترمربع مساحت و ۱٬۹۰۹ نفر جمعیت دارد.